# لاک-پولن، کبک
لاک-پولن (به فرانسوی: Lac-Poulin) روستایی در منطقه شهری بوس-سارتیگان ناحیه شودییر-آپالاش در استان کبک کانادا است. در سرشماری سال ۲۰۱۱ این روستا ۹۵ نفر جمعیت داشته‌است و مساحت آن ۱٫۰۸ کیلومتر مربع است.